# Awakenings (livre)
Pour les articles homonymes, voir Awakenings.
 (mai 2025).
Si vous disposez d'ouvrages ou d'articles de référence ou si vous connaissez des sites web de qualité traitant du thème abordé ici, merci de compléter l'article en donnant les références utiles à sa vérifiabilité et en les liant à la section « Notes et références ».
Awakenings (en français L'Éveil) est un livre de non-fiction écrit par Oliver Sacks et publié en 1973. Il remporte le prix Hawthornden en 1974. Seize ans plus tard il est transposé au cinéma dans un film réalisé par Penny Marshall en 1990, L'Éveil, et interprété par  Robin Williams et Robert De Niro dans les rôles principaux.